# Rosburg (Washington)
Rosburg es un área no incorporada ubicada en el condado de Wahkiakum en el estado estadounidense de Washington.

## Geografía
Rosburg se encuentra ubicado en las coordenadas 46°10′51″N 123°38′19″O / 46.18083, -123.63861.